# Silvia Chifflet
Silvia Chifflet es una investigadora uruguaya especializada en bioquímica.Obtuvo el doctorado en medicina en 1980 y en Biología Celular en 1995 por la Universidad de la República (Udelar).En 2008 ganó el premio L’Oréal-UNESCO Por las Mujeres en la Ciencia.

## Carrera
Silvia Chifflet obtuvo su posgrado en Medicina en 1980 por la Udelar. Entre 1983 y 1984 fue becaria en la Universidad de Columbia. 
A partir de 1990 y hasta 1996 fue profesora asistente de biología celular en la Facultad de Medicina de la Udelar. Entre 1994 y 1955 fue profesora asistente invitada en la Universidad de Cornell.
En 1995 obtuvo el doctorado en biología celular, también en la Udelar. 
Dirigió múltiples proyectos de investigación como responsable del Laboratorio de Bioquímica Celular, perteneciente al Departamento de Bioquímica de la Facultad de Medicina de la Udelar.
Entre los temas de investigación actuales se encuentra el estudio de la «naturaleza molecular de los mecanismos que median las interacciones entre el potencial de membrana plasmática (PMP) y la organización del citoesqueleto en los epitelios de transporte».

## Premios
En 2008 obtuvo el premio L'Oréal-UNESCO por las Mujeres en la Ciencia, por su proyecto Mecanismos celulares y moleculares de cicatrización de heridas en epitelios en cultivo. 